# A Very Special Christmas Vol.7
A Very Special Christmas Vol.7 é uma coletânea de músicas natalinas gravadas por diversos artistas. É o sétimo volume da série de álbuns. O álbum será lançado no dia 24 de Novembro, 2009 e os lucros serão revertidos para as Paraolimpíadas.

## Track listing
1. Have Yourself A Merry Little Christmas por Colbie Caillat
2. Let It Snow por Carter Twins
3. Rockin' Around The Christmas Tree por Miley Cyrus
4. Winter Wonderland por Vanessa Hudgens
5. Little Drummer Boy por Sean Kingston
6. The Christmas Song por Charice
7. Do You Hear What I Hear por Kristinia Debarge
8. Jingle Bell Rock por Mitchel Musso
9. Christmas (Baby Please Come Home) por Leighton Meester
10. Santa Baby por Kellie Pickler
11. The First Noel por Carrie Underwood
12. Last Christmas por Ashley Tisdale
13. Silent Night por Gloriana